# تور یوروپلازا
تور یوروپلازا (انگلیسی: Tour Europlaza) ساختمان اداری ۳۱ طبقه مستقر در لا دفانس، فرانسه است، که در سال ۱۹۷۲ احداث گردید.